# Noeki André Mosis
Noeki André Mosis, eerste naam soms ook geschreven als Nuki (District Marowijne, 31 december 1954) is een Surinaams dichter, percussionist, beeldend kunstenaar, Surinamist, toneelschrijver, regisseur, acteur en maatschappelijk werker. Hij is een marron, behorend tot de Aukaners. Hij woonde vanaf 1990 in en sinds eind 2017 weer in Suriname.

## Opleiding
Na een schoolopleiding ULO-MULO (1970–1972), volgde hij de studie MBO Bodemkunde waarvoor hij in 1980 zijn diploma behaalde. In 1979–1980 volgde hij een tekenopleiding aan het Instituut voor de Opleiding van Leraren in Paramaribo en in 1981–1982 een opleiding schilderen aan de Surinaamse Academie voor Hoger Kunst- en Cultuuronderwijs. In 1989 volgde hij een basiscursus voor regisseur bij het amateurtoneel bij de Surinaamse Drama Federatie, en in 2003–2004 een cursus stemvorming voor spelers. Hij volgde voorts verschillende cursussen op het gebied van presentatie en kunsteducatie.

## Werk
Van 1972 tot 1980 werkte Mosis voor de Surinaamse Dienst Bodemkartering (voor het in kaart brengen van het binnenland). Van 1980 tot 1990 was hij verbonden aan de afdeling Cultuurstudies van het Surinaamse Ministerie van Onderwijs en Cultuur, waar hij met Anikei Awagi en Stanley Dieko de studie en documentatie van de orale culturen van de Surinaamse marrons aanvatte, terwijl Ben Scholtens op die afdeling een proefschrift schreef over de verhouding overheid-bosnegers.
Mosis werkte van 1991 tot 1993 als magazijnmedewerker bij AT&T in Den Haag, en van 1996 tot 1999 als toezichthoudend medewerker bij Werkraat in dezelfde stad. Sinds 1990 is hij verbonden aan de Stichting Het Koorenhuis in Den Haag als medewerker communicatie en voorlichting, en docent Afro-Surinaamse en Afrikaanse percussie. Van 2002 tot 2005 was hij vertrouwenspersoon bij het Project Nieuwe Sporen en lid van de denktank "Rabitah". Sinds 2007 is hij lid van de beoordelingscommissie projectsubsidies Culturalis Den Haag.

## Dichter
Mosis schreef poëzie onder de naam Kingbotho. Van zijn hand verscheen nooit een complete bundel, maar hij gebruikte zijn gedichten wel voor zijn voordrachten. Verspreid werden enkele gedichten in het Aukaans gepubliceerd, zoals Mi tyubua [Mijn woonplaats] in de Spiegel van de Surinaamse poëzie uit 1995 (redactie van Michiel van Kempen). Het gedicht leidt een toegesprokene rond door de pracht van het Surinaamse binnenland, en is om zijn klankvolheid een mooi specimen van marronpoëzie.
Tussen 1990 en 1997 schreef en regisseerde Mosis diverse dansdrama’s: Bro [Adem/Geest], Fri Yeye [Vrije geest], Het kapsel en Voetspoor, die zich afspelen binnen verschillende contexten van de Surinaamse samenleving. Buba [Lippen] en Mooi benadrukken het integratieproces in multicultureel Nederland. Als acteur trad hij onder meer op in Surinaamse verhalen, een productie van De Paardenkathedraal in Utrecht.
Van 1990 tot 1991 was hij als illustrator en redacteur verbonden aan het migrantentijdschrift Full Colour.

## Percussionist
Mosis gold al als een belangrijk percussionist toen hij nog in Suriname woonde. Hij vervolmaakte zijn kunst in workshops en masterclasses, o.a. met congalessen bij Doy Salsbach en djembelessen bij Mandiaye Mboup, en legde zich toe op wereldmuziek.
Zelf verzorgde Mosis percussieworkshops in Suriname en Nederland. Hij treedt veelvuldig op, individueel en in groepsverband met zijn groep Seke en "Moko Moko".
In eigen beheer bracht hij de CD Mi Kriyoro Brada uit.

## Beeldend kunstenaar
Zijn beeldend werk werd geëxposeerd in Suriname, Nederland en Frans-Guyana en bevindt zich ook in collecties elders in de wereld, onder meer in Washington D.C., New York en Hongkong.

## Onderscheiding
In 2000 ontving Mosis de hoogste marrononderscheiding Gaanman Gazon Matodja Award. In hetzelfde jaar werd hij door de leider van de Aukaners, granman Gazon Matodja, benoemd tot een van de basja's van kapitein André Pakosie, voor de Aukaners in Nederland. Een basja is de assistent van een kapitein en de kapitein is leider van een dorps- of leefgemeenschap en hoogste vertegenwoordiger van de stam.